# Lara Comi

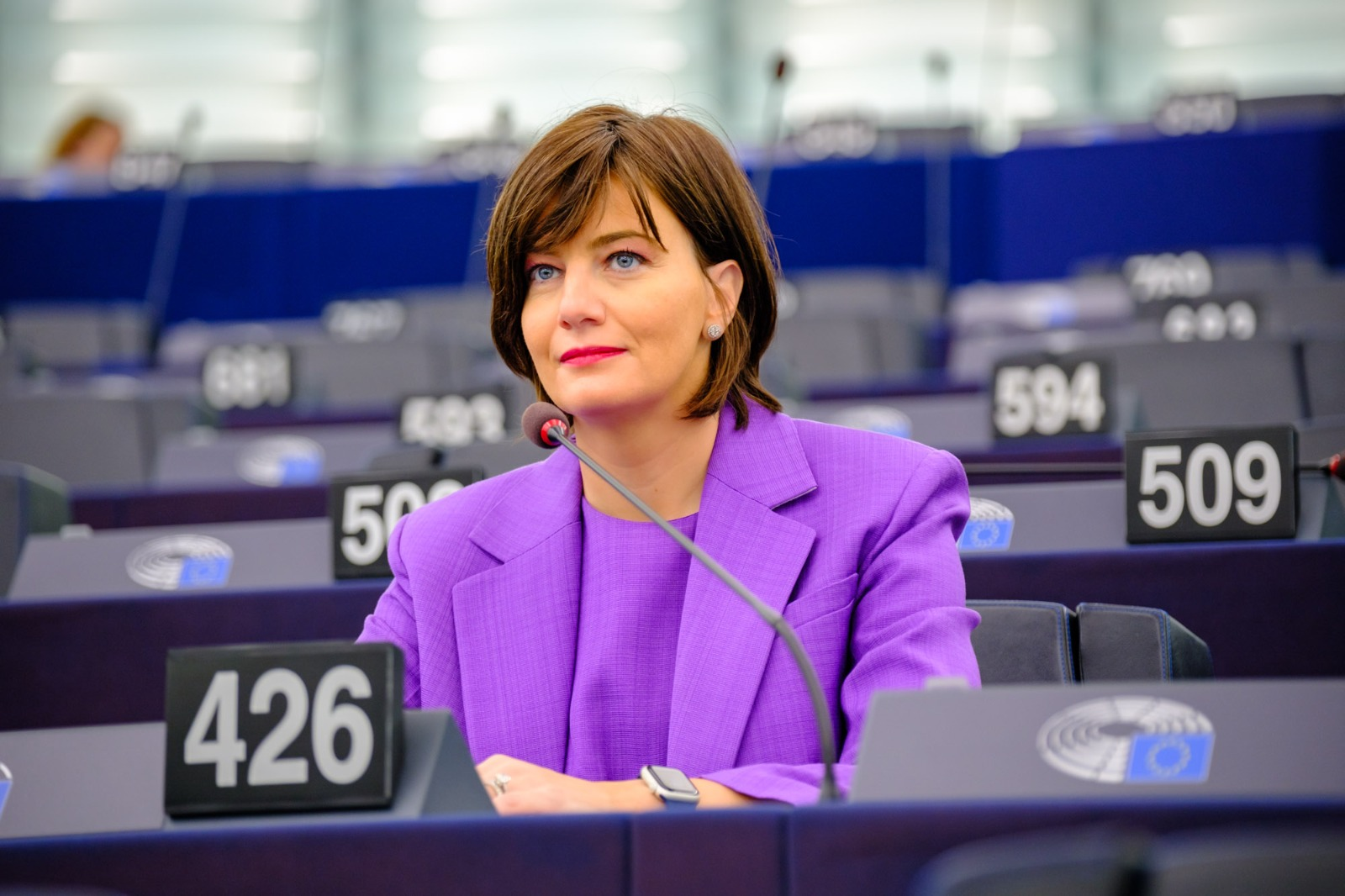
Lara Comi, 2023

Lara Comi (* 18. Februar 1983 in Garbagnate Milanese) ist eine italienische Politikerin (PdL). Seit 2022 ist sie wieder Mitglied des Europäischen Parlaments, dem sie bereits von 2009 bis 2019 angehörte.

## Leben
Comi studierte Wirtschaftswissenschaften an der Università Cattolica del Sacro Cuore in Mailand, wo sie 2005 ihren Abschluss mit Bestnote und Auszeichnung (lode) machte. Anschließend absolvierte sie ein Aufbaustudium in Internationaler Marktwirtschaft und Neuen Technologien an der Wirtschaftsuniversität Luigi Bocconi, das sie 2007 ebenfalls mit Bestnote abschloss. Seit 2007 arbeitet sie als Markenmanagerin, seit 2008 bei dem Spielzeughersteller Giochi Preziosi.
Parallel zum Wirtschaftsstudium verfolgte Comi bereits früh eine parteipolitische Karriere in der konservativen Partei Forza Italia. 2002 wurde sie Parteisprecherin in Saronno, 2005 Assistentin der Abgeordneten Mariastella Gelmini in der Camera dei deputati. 2005 bis 2007 koordinierte sie zudem die Jugendorganisation der Forza Italia in der Lombardei.
Bei der Europawahl in Italien 2009 wurde Comi auf der Liste der Partei PdL, die im selben Jahr aus der Forza Italia hervorgegangen war, in das Europäische Parlament gewählt. Dort gehörte sie der Fraktion der Europäischen Volkspartei (EVP) an und war Mitglied im Ausschuss für Binnenmarkt und Verbraucherschutz sowie Mitglied der Delegation im Gemischten Parlamentarischen Ausschuss EU-Mexiko und in der Delegation in der Parlamentarischen Versammlung Europa-Lateinamerika. Comi war Stellvertreterin im Ausschuss für Industrie, Forschung und Energie und in der Delegation im Ausschuss für parlamentarische Kooperation EU-Russland.
Seit 2013 führte die italienische Justiz mehrere Untersuchungen gegen Comi wegen des Verdachts auf Korruption und Veruntreuung von Spendengeldern durch. Scheiterte eine vorläufige Festsetzung noch an Comis damaliger Immunität als Abgeordnete des Europäischen Parlaments, wurde sie nach ihrer Abwahl im November 2019 wegen des Verdachts auf Korruption festgenommen. Am 2. November 2022 rückte sie für Silvio Berlusconi ins Europaparlament nach.